# Graham Smith
Graham Smith est un nageur canadien né le 9 mai 1958 à Edmonton. Il est le frère de Becky Smith.

## Biographie
Graham Smith dispute l'épreuve du 4 × 100 m 4 nages aux Jeux olympiques d'été de 1976 de Montréal et remporte la médaille d'argent aux côtés de Stephen Pickell, Clay Evans et Gary MacDonald.